# 魯能 (景泰進士)
魯能（1426年—1485年），字千之，廣東新會守禦千戶所人，祖籍直隸涇縣（今安徽），明朝政治人物，進士出身。

## 生平
廣東鄉試第六十七名。景泰五年（1454年）參加甲戌科會試第二百七十二名，殿試登進士第二甲第六十七名。授户部主事，歷升户部郎中，成化九年（1473年）正月升陕西布政司右参议、管理粮储，十四年十月升本司右參政，十六年二月升右布政使，十七年七月进左布政使，二十年十月接替侯瓒任甘肃巡抚右副都御史，二十一年四月以父丧去任，七月行至关内而卒。

## 家族
曾祖父魯通寶、祖父魯保宜、父亲魯真。